# Parafia św. Michała Archanioła w Perespie
Parafia św. Michała Archanioła w Perespie – parafia rzymskokatolicka z siedzibą w Perespie, znajdująca się w dekanacie Tyszowce, w diecezji zamojsko-lubaczowskiej. 
Parafia została założona w 1919 roku dekretem biskupa Mariana Fulmana. 
Do parafii należą wierni z następujących miejscowości: Czermno, Kazimierówka, Marysin, Perespa, Wakijów.
Liczba parafian: 1250.